# Salon des arts ménagers

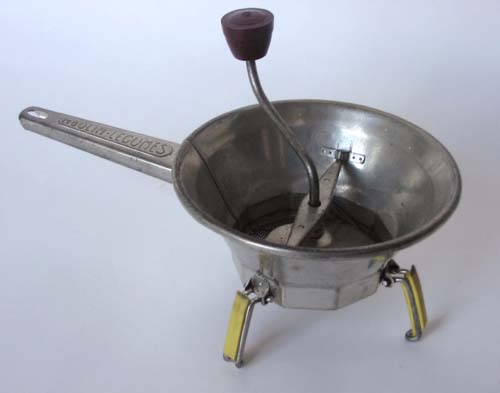
La « moulinette », Moulin Légumes, est l’un des premiers appareils domestiques, modèle des années 1950.

Le Salon des arts ménagers (SAM) était un salon annuel présentant à Paris les innovations en matière d’habitation et d’équipement. Créé en 1923, il a connu un record de fréquentation au milieu des années 1950 et a disparu en 1983.

## Historique du Salon

### La recherche et l’invention (1923-1939)

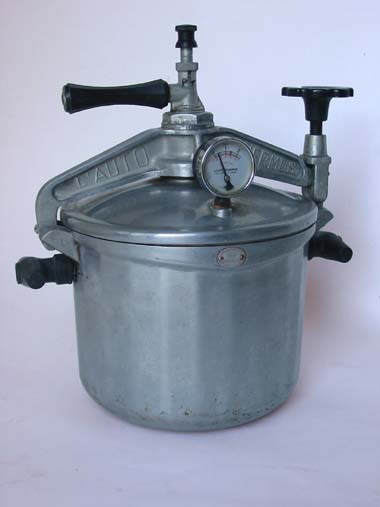
Autocuiseur Autothermos (fabriqué à Boulogne-Billancourt), modèle de la fin des années 1940.

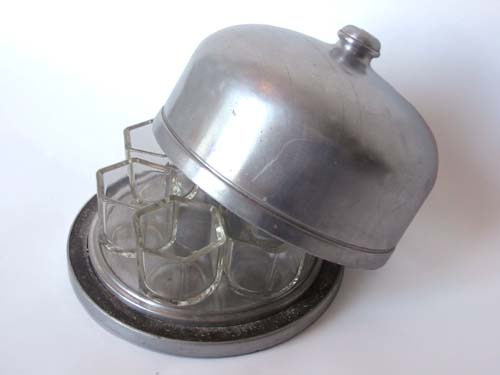
Yaourtière Yalacta, modèle des années 1940.

Près de vingt ans après l'ouverture de la Foire de Paris, Jules-Louis Breton, sous-secrétaire d'État des inventions pendant la Première Guerre mondiale, ouvre en octobre 1923, dans un baraquement sur le Champ-de-Mars, le « Salon des appareils ménagers » consacré aux dernières inventions et aux recherches en cours. La première édition accueille 200 exposants et récompense créateurs de fours électriques, d'allumoirs à gaz, de boîtes à ordures, etc. Son succès conduit à une installation au Grand Palais à partir de 1926 — il est alors intitulé « Salon des arts ménagers.
De 1934 à 1939, Jules-Louis Breton confie à son fils, Paul Breton, ingénieur des arts et métiers, l'organisation d'une importante section consacrée à l'architecture et à son équipement : l'« Exposition de l'habitation ».

### La reconstruction et l'habitation (1945-1955)
Après le décès de son père, face à l’urgence de la situation en 1945, Paul Breton se voit confier par le ministre de la Reconstruction trois expositions consacrées au relogement des sinistrés : « Première Exposition de la Reconstruction » (1945), « Exposition des techniques américaines » (1946), « Exposition internationale de l’urbanisme et de l’habitation » (1947).
L’exposition internationale de 1947 — où sont présentés les principaux projets de reconstruction en France et en Europe — donne le ton de la réouverture prochaine du Salon des arts ménagers (17e), également dirigée par Paul Breton : l’innovation se recentre définitivement sur la question de l’habitation. Partant de l’architecture pour arriver aux plus petits équipements, le mobilier prend une place prépondérante, notamment dans la section du « Foyer d’Aujourd’hui » à partir de 1948, sous la direction de Jean Fressinet et de René Gabriel qui cherchent des meubles de série à la fois « modernes » et financièrement accessibles. Cependant, le taux d’équipement des ménages reste très faible et, plus qu’un accès à l’achat, le salon veut alors jouer un rôle d’apprentissage et d’éducation pour orienter l’investissement des ménages.

### Haut-lieu de la consommation (1955-1960)

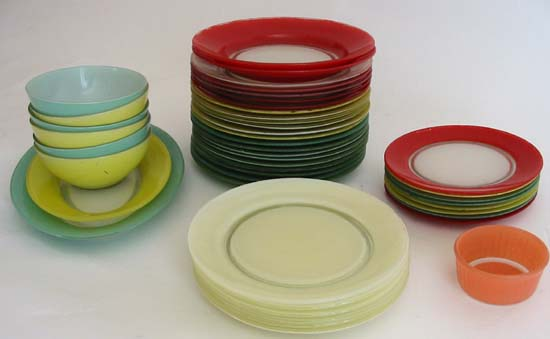
Vaisselle en verre de couleur Duralex, à partir de 1958.

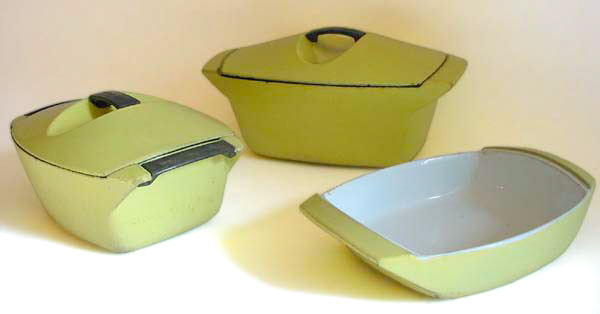
Coquelle Le Creuset, design de Raymond Loewy, à partir de 1958.

À partir de 1954-1955, le redressement économique de la France et la diffusion du prêt à la consommation permettent un réel accès aux « produits » promus par le salon. Celui-ci connaît alors son âge d’or, avec une fréquentation dépassant largement le million de visiteurs.
Son objectif est ainsi défini dans le catalogue de 1956 : 

« Le Salon des arts ménagers n’est pas issu du jeu des intérêts privés. Créé sur l’initiative d’un haut fonctionnaire de l’État, loin de devenir une entreprise particulière, il est demeuré la propriété du Centre national de la recherche scientifique, établissement public du Ministère de l’éducation nationale. Diffusant l’enseignement propre à assurer en France le bonheur familial dans le foyer rénové, il sert actuellement la prospérité générale, suscitant […] l’essor des industries comme le développement du commerce et participe, en outre par sa contribution annuelle, au succès des travaux les plus élevés de la science […] »

Si ces principes retracent l’état d’esprit originel, il faut reconnaître que la vue de la grande nef consacrée aux appareils ménagers va devenir le symbole de la société de consommation. Cependant, en marge des mâts publicitaires lumineux des grandes marques, le rêve et l’utopie ont toujours leur place : par exemple, en 1956 dans la présentation de la Maison tout en plastique (René Coulon et Lionel Schein, architectes ; Alain Richard décorateur ; Raymond Camus, constructeur), ou dans les objets du quotidien, comme dans le stand Formes utiles. D’un autre côté, la seconde moitié des années 1950 introduit également l’idée de mode : l’achat n’est plus seulement utilitaire et destiné à durer, l'objet devient « consommable » s'appuyant désormais sur un renouvellement esthétique et des couleurs plus attrayantes…

### Vers un évènement professionnel (1961-1983)
En 1961, le Salon quitte le Grand Palais pour s’installer au Centre des nouvelles industries et technologies (CNIT). Alors que les années 1960 correspondent à l’apogée des Trente Glorieuses et à l’investissement d’une majorité des ménages dans un équipement lourd (réfrigérateur, lave-linge, téléviseur), le salon des arts ménagers connaît le début de son déclin : les magasins se multiplient dans toutes les villes de France et il n’est plus donc utile d’aller à Paris pour découvrir des nouveautés — qui n’en sont plus vraiment. Ce sont désormais les représentants ou les commerçants des « maisons de cadeaux » ou d’« électroménager » qui effectuent le déplacement pour sélectionner leurs produits. Le dernier Salon a lieu en 1983, il est ensuite remplacé par le Salon de l'équipement domestique (PROMODO). Réservé aux professionnels, il a lieu au parc des Expositions de Villepinte.

### Association arts ménagers
L’Association arts ménagers (AAM) a été créée en 1984, au lendemain du dernier Salon des arts ménagers ouvert au public. C'est une initiative d'Hervé de Looze et des membres du Comité d'organisation du Salon (dont Jacques Rouaud, commissaire général) et des rédacteurs de la Revue Arts Ménagers. Jean Fourastié était président d’honneur lors de la fondation de l'association. L'AAM souhaite prolonger les activités du Salon dans ses missions d'information et de mémoire en associant créateurs, industriels, techniciens, journalistes et consommateurs.
Après diverses tentatives d’implantation, l’Association s'est rattachée à Saint-Étienne Métropole en 2001, sur l’initiative d’Anne-Marie Sargueil, présidente de l’Institut français du design (IFD).  L'AAM a organisé les expositions suivantes :
- 2002 : Biennale de design de 2002, « C’était comment il y a 50 ans » ;
- 2004 : musée d’Art moderne de Saint-Étienne, « Formes Utiles » ;
- 2006 : « Jours de Lessive. Histoire du lavage du linge et prospectives », avec notamment l'université Jean Monnet de Saint-Étienne ;
- 2007 : « Cultivons notre patrimoine quotidien », avec notamment l'université Jean Monnet de Saint-Étienne ;
- 2008 : « La Bartassaille dans tous ses états, regards croisés sur l’ustensile de cuisine », avec notamment l'université Jean Monnet de Saint-Étienne.

## Liste des Salons

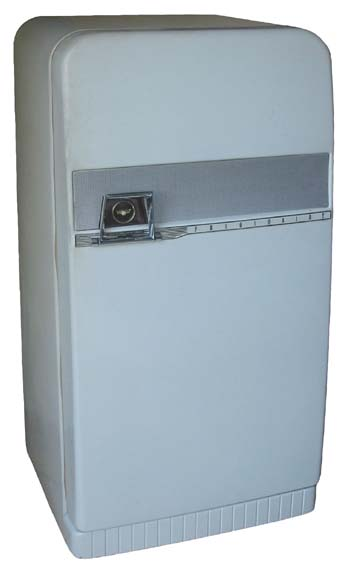
Le réfrigérateur « Frigidaire » de General Motors, fin des années 1950.

- 1923 : 18 octobre au 4 novembre - 1re « Salon des appareils ménagers », à l’initiative de Jules-Louis Breton et sous le contrôle de l’Office national des recherches scientifiques et industrielles et des inventions[5], pour « récompenser les inventeurs des meilleurs appareils ménagers ».
- 1924 : 21 octobre - 9 novembre - 2e Salon des appareils ménagers, Champ de Mars
- 1926 : 3e « Salon des arts ménagers », au Grand Palais, 328 exposants. 145 000 visiteurs[2].
- 1927 : 18 février – 6 mars - 4e SAM
- 1928 : 27 janvier – 19 février - 5e SAM
- 1929 : 30 janvier – 17 février - 6e SAM – intégration de l’Union des artistes modernes
- 1930 : 30 janvier – 16 février - 7e SAM
- 1931 : 29 janvier – 15 février - 8e SAM
- 1932 : 28 janvier – 14 février - 9e SAM, 510 exposants accueillent 269 000 visiteurs
- 1933 : 26 janvier – 12 février - 10e SAM
- 1934 : 1  – 18 février - 11e SAM + 1re Exposition de l’habitation,
- 1935 : 31 janvier – 17 février - 12e SAM + 2e Exposition de l’habitation,
- 1936 : 30 janvier – 16 février - - 13e SAM + 3e Exposition de l’habitation, 800 exposants, 428 000 visiteurs.
- 1937 : 28 janvier – 14 février - 14e SAM + 4e Exposition de l’habitation
- 1938 : 26-27 janvier – 12-13 février - 15e SAM + 5e Exposition de l’habitation
- 1939 : 26 janvier – 12 février - 16e SAM - 1.200 exposants, 608 000 visiteurs
- 1945 : Première Exposition de la Reconstruction (Gare des Invalides)
- 1947 : Exposition internationale de l'habitation et de l'urbanisme
- 1948 : 26 février – 14 mars - 17e SAM
- 1949 : 24 février – 13 mars 18e SAM
- 1950 : 23-26 février – 19-23 mars - 19e SAM + 6e Exposition de l’habitation (réorganisée par le MRU), 1,1 million de visiteurs[2].
- 1951 : 22 février – 18 mars - 20e SAM + sections Formes utiles et Institut d'esthétique industrielle
- 1952 : 21e SAM
- 1953 : 26 février – 22 mars - 22e SAM
- 1954 : 23e SAM
- 1955 : 24e SAM
- 1956 : 23 février – 18 mars - 25e SAM
- 1957 : 28 février – 24 mars - 26e SAM
- 1958 : 27e SAM
- 1959 : 28e SAM
- 1960 : 25 février – 20 mars - 29e SAM
- 1961 : 30e SAM organisé au Centre national des industries et techniques (CNIT)
- 1962 : 1-18 mars - 31e « Arts ménagers ». 1 289 exposants, 1,4 million de visiteurs[4].
- 1963 : 32e AM
- 1964 : 33e AM
- 1965 : 4-21 mars - 34e AM
- 1966 : 9 - 21 mars – 35e AM
- 1967 : 5– 19 mars – 36e AM
- 1968 : 37e AM
- 1969 : 38e AM
- 1970 : 3– 15 mars - 39e AM
- 1971 : 40e AM
- 1972 : 41e AM
- 1973 : 28 février – 11 mars – 42e Salon AM 50e anniversaire
- 1974 : 43e AM
- 1975 : 44e AM
- 1976 : 3-14 mars – 45e AM
- 1977 : 46e AM
- 1978 : 8-13 mars – 47e AM « 6 jours pour comparer et bien choisir »
- 1979 : 7-12 mars – 48e AM « 6 jours pour vous informer »
- 1980 : 49e AM
- 1981 : 11-16 mars - 50e SAM[1]
- 1983 : 5 mars – 14 mars – « Nouveau Salon des arts ménagers », le personnel du commissariat général est licencié collectivement le 31 décembre.

## Exposition
- Plateau volant, motolaveur, purée minute au Salon des arts ménagers, 1923-1983 aux Archives nationales de Pierrefitte-sur-Seine en 2022[2].